# Лажева
Лажева (укр. Лажева) — село в Староконстантиновском районе Хмельницкой области Украины.
Население по переписи 2001 года составляло 526 человек. Почтовый индекс — 31177. Телефонный код — 3854. Код КОАТУУ — 6824280404.

## Описание
Деревня в Хмельницкой области Украины, Староконстантиновский район. Основной род деятельности сельскохозяйственные культуры. Высокий показатель урожайности пшеницы и кукурузы. Расстояние до административного центра - 25 км.  
Оснащенность деревни можно оценить как среднюю. Газ и электричество подключены.  Без центрального водоснабжения, кабельное соединение планируется установить в скорейшем времени.  
Центром деревенского досуга является клуб. Регулярная поставка продуктов осуществляется за счет частного лица.  В своем архитектурном ансамбле одним из важнейших элементов духовного развития граждан является библиотека, церковь и памятник в честь В.И. Ленина.

## История
Своими корнями, история деревни уходит в далёкое прошлое.  Территория являлось вотчиной местного помещика, которому деревня обязана своим благосостоянием, которое в своё очередь, на данный момент, оценивается чуть ниже среднего.
В военные годы, на прилегающих землях разворачивались активные боевые действия, которым отважно содействовало ополчение. Благодаря слаженной работе, продвижение группы немецкой армии “Запад”, было временно приостановлено подрывом моста. Памятью о боях стал мемориал и памятные таблички на местном кладбище.  

## Местный совет
31175, Хмельницкая обл., Староконстантиновский р-н, с. Баглаи